# Mentzelia torreyi
Mentzelia torreyi är en brännreveväxtart som beskrevs av Asa Gray. Mentzelia torreyi ingår i släktet Mentzelia och familjen brännreveväxter. Utöver nominatformen finns också underarten M. t. acerosa.